# Militärordinariat von Bosnien und Herzegowina
Das Militärordinariat von Bosnien und Herzegowina ist das für die Streitkräfte von Bosnien und Herzegowina zuständige Militärordinariat mit Sitz in Sarajevo.

## Geschichte
Das Militärordinariat betreut Angehörige der Streitkräfte von Bosnien und Herzegowina katholischer Konfessionszugehörigkeit seelsorgerisch. Es wurde durch Papst Benedikt XVI. am 1. Februar 2011 als Diözese errichtet.
| Militärbischöfe in Bosnien und Herzegowina |             |                |                 |                 |
| Nr.                                        | Name        | Amt            | von             | bis             |
| 1                                          | Tomo Vukšić | Militärbischof | 1. Februar 2011 | 22. Januar 2020 |